# Parapiptadenia rigida
Parapiptadenia rigida é uma espécie de leguminosa do gênero Acacia, pertencente à família Fabaceae.